# Najoua Belyzel
Najoua Belyzel (Nancy, 15 dicembre 1981) è una cantante francese di pop/rock elettronica di origine marocchina.

## Discografia

### Album
1. 2006 - Entre deux mondes conosciuto anche come Entre deux mondes en équilibre)
2. 2008: Au Féminin